# Salle du trône (Knossos)
Pour les articles homonymes, voir Salle du Trône.
La salle du trône est une chambre aménagée à des fins très probablement cérémonielles au XVe siècle av. J.-C. à l'intérieur du complexe palatial de Knossos, en Crète, en Grèce. Elle se trouve au cœur du palais minoen de l'âge du bronze.

## Environnement
La salle du trône est mise au jour en 1900 par l'archéologue britannique Arthur John Evans, lors de la première phase de ses fouilles à Knossos. Elle se trouve au centre du complexe palatial et à l'ouest de la cour centrale. Cette salle du trône est considérée comme la plus ancienne de la région égéenne, voire la plus ancienne d'Europe,.
La chambre contient un siège en albâtre sur le mur nord, identifié par Evans comme un trône, tandis que deux griffons symétriques, peints sur le mur de chaque côté, l'encadrent. De plus, sur trois côtés, la salle contient des bancs de gypse. Une vasque en pierre trouvée à proximité, peut-être un bassin lustral, a été installée devant le trône. La salle fait partie d'une suite plus grande qui comprend également une antichambre et une chambre intérieure avec une niche qui pourrait être une chapelle. La salle du trône est accessible depuis l'antichambre par deux doubles portes. Selon les estimations d'Evans, une trentaine de personnes au total pouvaient tenir dans la salle du trône et dans son antichambre. La salle prend sa forme définitive à la fin de la période minoenne IIIA, puisqu'il s'agit d'un dernier ajout au palais qui s'est produit pendant la dernière phase d'occupation après 1450 avant J.-C..

## Fonction

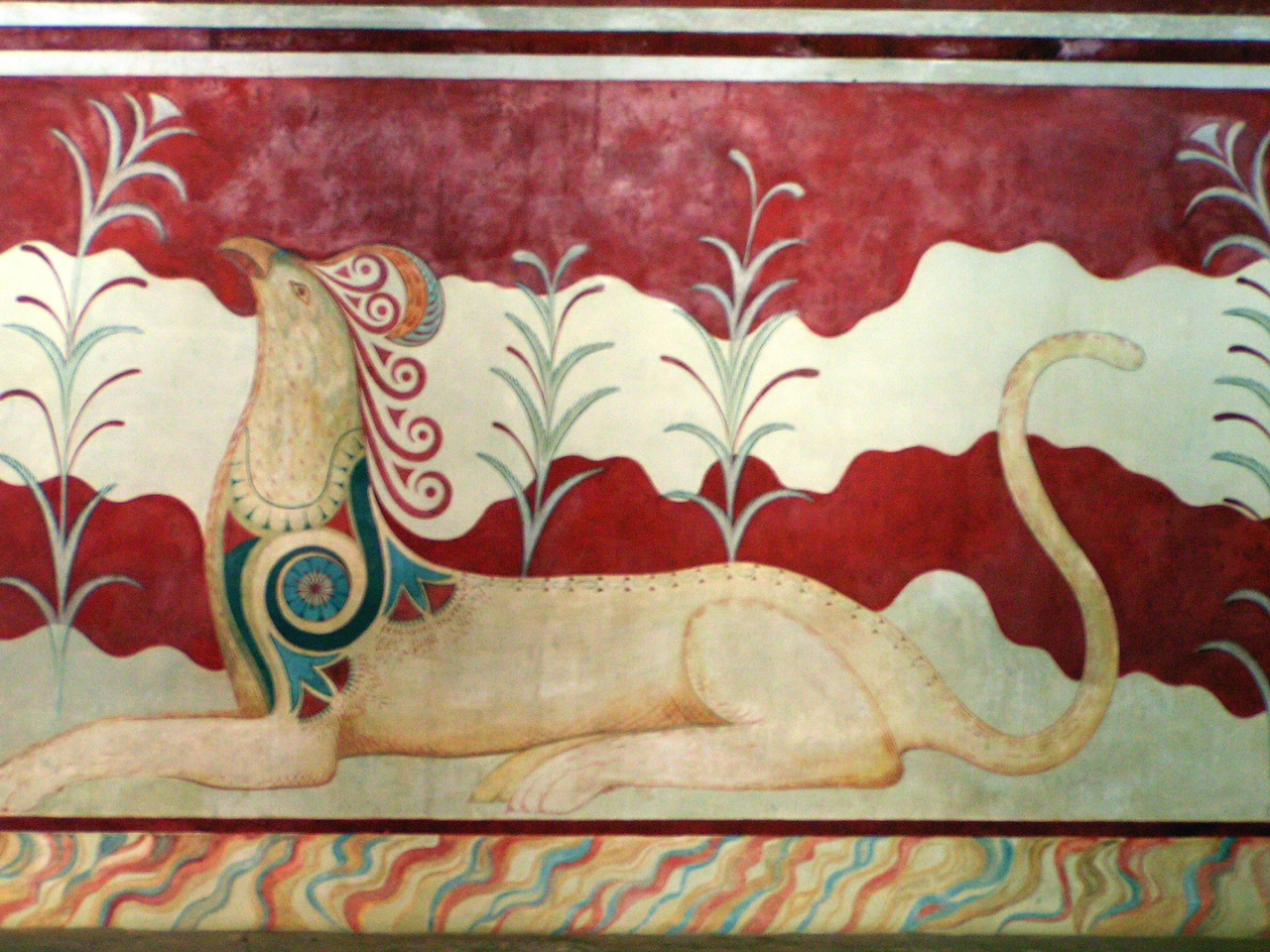
L'un des deux griffons, à droite du trône.

Au départ, Evans pense que cette zone est conçue dans un but religieux : il affirme qu'il s'agit du siège du « roi-prêtre » et que la présence des griffons confirme que ce roi est en quelque sorte « au-delà des royaumes mortels ». Il identifie le trône d'albâtre comme le siège du roi mythique de Crète, Minos, selon la mythologie grecque. D'autre part, les archéologues Helga Reusch et Friedriech Matz suggèrent que la salle du trône est le sanctuaire d'une divinité féminine représentée par une prêtresse qui y était assise. Les bancs de pierre autour des murs suggèrent un conseil assis ou peut-être une cour, tandis qu'une zone en contrebas, appelée par Evans le « bassin lustral », partiellement cloisonnée d'un côté, devait être utilisée pour des ablutions rituelles. Compte tenu des pouvoirs civils et religieux détenus à cette époque par les rois, il n'y a guère d'argument pour réfuter l'idée que les rites à caractère officiel commencent par des cérémonies sacrées.
Selon divers points de vue, le trône a pu avoir une signification plus religieuse que politique, par exemple dans des rituels épiphaniques (manifestant la présence de divinités) impliquant une prêtresse, comme le suggère l'iconographie des griffons, des palmiers et des autels dans les peintures murales. En 2003, il est suggéré que la salle n'est utilisée qu'à certaines périodes de l'année pour des cérémonies spécifiques au calendrier sacré.

## Influence mycénienne
Divers archéologues affirment que la pièce et son mobilier datent très probablement de l'époque de la prise de contrôle mycénienne de la Crète vers 1450 av. J.C., lorsque les circonstances politiques évoluent, avec l'apparition d'une nouvelle élite dans les sites funéraires et de l'écriture mycénienne linéaire B. À cette époque, le palais de Knossos semble avoir été modifié de manière mineure afin d'inclure des éléments nouveaux tels que la salle du trône. En particulier, les peintures stylisées de griffons héraldiquement opposés sont populaires dans la peinture murale mycénienne de l'époque ultérieure, mais jamais vues auparavant en Crète. Ainsi, une décoration murale similaire est trouvée dans la salle du trône du palais mycénien de Pylos dans le Péloponnèse.

### Sources
- Stephanie Lynn Budin, The Ancient Greeks: New Perspectives, Santa Barbara, California, ABC-CLIO, 2004 (ISBN 978-1-57607-814-3, lire en ligne)
- Barry Cunliffe, The Oxford Illustrated History of Prehistoric Europe, New York, New York, Oxford University Press, 2001 (ISBN 978-0-19-285441-4, lire en ligne)
- Jan Driessen, « The Court Compounds of Minoan Crete: Royal Palaces or Ceremonial Centers? », Université Catholique de Louvain, vol. 3, no 3,‎ 2003, p. 57–61 (lire en ligne)
- Finley Hooper, Greek Realities: Life and Thought in Ancient Greece, Detroit, Illinois, Wayne State University Press, 1978 (1re éd. 1967) (ISBN 978-0-8143-1597-2, lire en ligne)
- Nanno Marinatos, Minoan Kingship and the Solar Goddess: A Near Eastern Koine, Urbana, Illinois, University of Illinois Press, 2010 (ISBN 978-0-252-03392-6, lire en ligne)
- John C. McEnroe, Architecture of Minoan Crete: Constructing Identity in the Aegean Bronze Age, Austin, Texas, University of Texas Press, 2010 (ISBN 978-0-292-72193-7, lire en ligne)
- Curtis Neil Runnels et Priscilla Murray, Greece before History: An Archaeological Companion and Guide, Stanford, California, Stanford University Press, 2001 (ISBN 978-0-8047-4050-0, lire en ligne)